# Trooper
Trooper – piwo górnej fermentacji istniejące na rynku od 2013 roku. Powstałe w wyniku współpracy wokalisty zespołu heavymetalowego Iron Maiden, Bruce’a Dickinsona, z browarem Robinsons Brewery. Efektem tego jest klasyczne jasne Ale, charakteryzujące się chmielowym aromatem (chmiele: Goldings, Bobek, Cascade).

## Nazwa
Piwo nosi nazwę piosenki The Trooper, która ukazała się jako dziewiąty singiel albumu Piece of Mind w 1983 roku. Utwór jest inspirowany szarżą lekkiej kawalerii podczas bitwy pod Bałakławą, która odbyła się 25 października 1854, jednej z bitew wojny krymskiej. 

## Browar
Robinsons Brewery to rodzinny browar regionalny założony w 1838 roku przez Williama Robinsona w Unicorn Inn, Stockport, w Anglii. Browar jest teraz nazywany Unicorn Browar. Browar Robinson został założony przez Williama Robinsona w Unicorn Inn, Down Hillgate, Stockport, 29 września 1838 roku.  Jest nadal prowadzony przez piąte i szóste pokoleń rodziny Robinson. Marka Robinsons jest jednym największych brytyjskich piwowarów, prowadzącym 340 pubów w całej północno-zachodniej Anglii i Walii.

## Butelka
Na etykiecie znajduje się maskotka Iron Maiden – Eddie. Eddie ubrany jest w mundur angielskiego żołnierza z XIX wieku, w prawym ręku trzyma flagę Wielkiej Brytanii, a w lewym zakrwawioną szablę. Nazwę piwa napisano stylem liter z logo Iron Maiden, oraz zawarto informację o tym, że piwo zostało wywarzone w Robinsons Brewery. Na krawatce znajduje się logo zespołu. Kontra zawiera krótką historię piwa i piosenki. Na kontrze jest też wzmianka o chmielach. Butelka ma pojemność 0,5 l.

## O piwie
Piwo Trooper zawiera 4,7% alkoholu i jest gatunkiem klasycznego, jasnego ale o złotym kolorze. Jest pasteryzowane, a w jego skład wchodzą słody jęczmienne i pszeniczne. Sporządzane jest metodą górnej fermentacji.